# Codex Augiensis

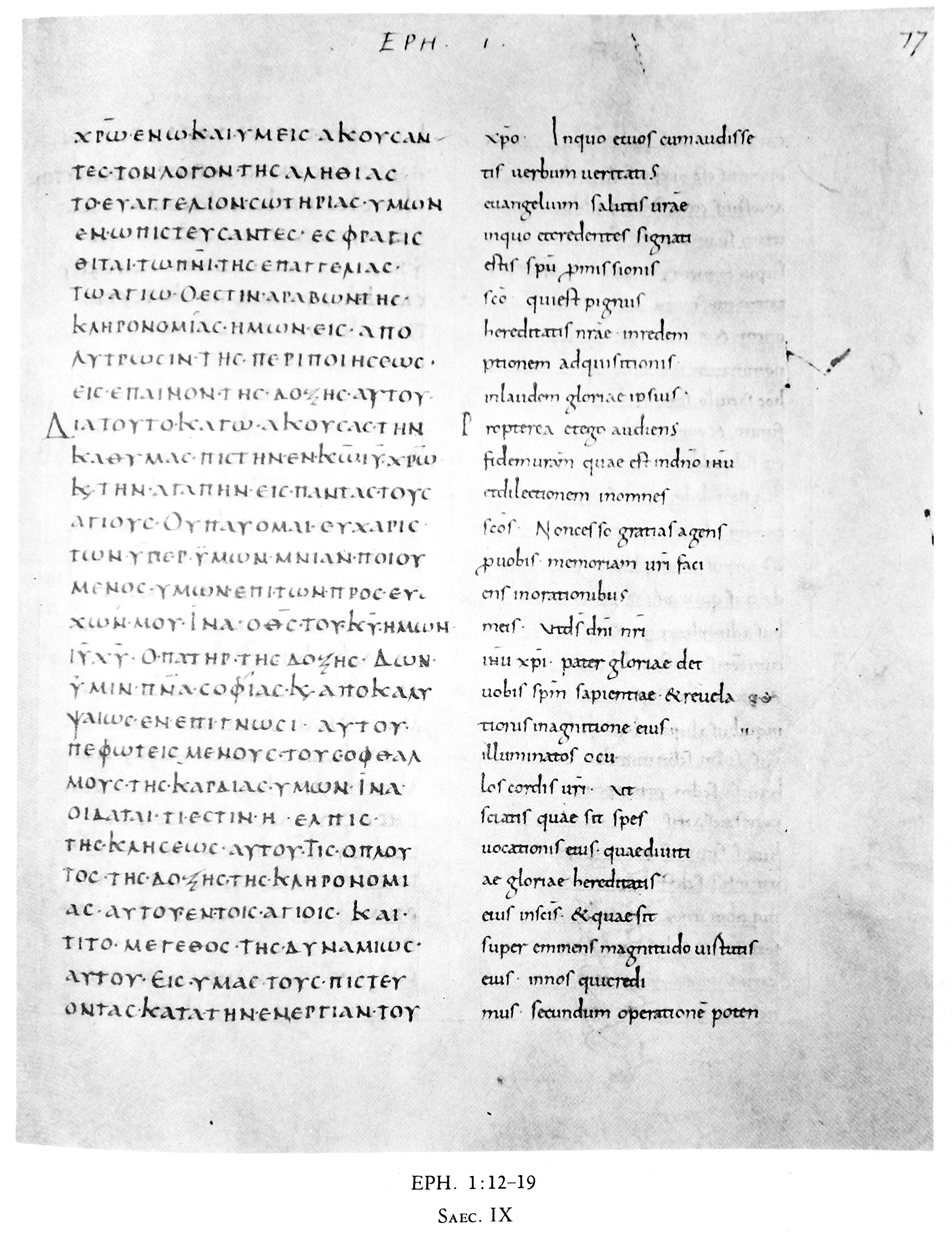
Codex Augiensis

El Codex Augiensis (Cambridge, Trinity College (B XVII); Gregory-Aland no. Fp o 010) es un manuscrito uncial del siglo IX. El códice contiene los Epístolas paulinas.
El códice consiste de un total de 136 folios de 23 x 19 cm. El texto está escrito en dos columnas, con entre 28 y plus líneas por columna.
El texto griego de este códice es una representación del Tipo textual occidental. Kurt Aland lo ubicó en la Categoría II.